# Родриго де Бастидас
Родриго де Бастидас (на испански: Rodrigo de Bastidas) е испански конкистадор, нотариус по професия, изследовател на северния бряг на Южна Америка, основател на град Санта Марта.

## Биография
Роден е около 1445 година в Севиля, Кастилия (днес Испания). В младите си години работи като нотариус в родния си град. Придружава Христофор Колумб във второто му пътешествие през 1493 – 1496. Около 1500 Бастидас научава за богатствата на бреговете, открити от Алонсо де Охеда, и след като получава разрешение за нови открития, закупува и оборудва два кораба за тази цел. За главен кормчия е назначен Хуан де ла Коса, участник във второто плаване на Христофор Колумб.
През 1501 г. флотилията отплава от Кадис. Бастидас и де ла Коса откриват и опознават колумбийските брегове на Карибско море, устието на река Магдалена, северозападното крайбрежие на Южна Америка от полуостров Гуахира до залива Дариен (9°00′ с. ш. 77°00′ з. д. / 9° с. ш. 77° з. д.), в т.ч. планинския масив Сиера Невада де Санта Марта (2780 м), устието на река Сину, вливаща се в залива Мороскиля (9°35′ с. ш. 75°45′ з. д. / 9.583333° с. ш. 75.75° з. д.), на 76º з.д. – о-вите Сан Бернардо, залива Ураба (южната част на залива Дариен) и част от панамското крайбрежие на 77º 30` з.д., като по този начин проследяват повече от 1000 км от американското карибско крайбрежие. Поради лошо състояние на корабите си е принуден да се върне в Испаньола, където е главната база на испанските изследователи по онова време. По пътя един от корабите му потъва и само част от товара му (главно злато) е спасен. Пристигайки в Испаньола, е обвинен от новия испански губернатор Франсиско де Бобадиля (същият, който съди и Колумб), че е заграбил златото и е извършвал незаконна търговия с индианците. Бастидас е изпратен в окови в Испания, където е съден, но оправдан и даже получава ежегодна пенсия за награда за своите открития.
През 1525 предприема ново пътешествие до Америка и основава град Санта Марта в Колумбия, който съществува и днес. Хуан Виляфуерте, собствения му заместник, организира заговор срещу него. Ранен по време на атентата, Бастидас бяга в Испаньола. По пътя на 28 юли 1527 година умира от раните си малко преди да достигне бреговете на Куба. Останките му са пренесени в Санта Марта в средата на 20 век и погребани в градската катедрала.